# Batalion SS „Dębica”
Batalion SS „Dębica” (niem. SS Battalion „Debica”) – ochotnicza kolaboracyjna jednostka wojskowa Waffen-SS złożona z Włochów podczas II wojny światowej. Nazwany tak od miejsca formowania.

## Formowanie
Od września 1943 r. na terenie poligonu szkoleniowego SS „Heidelager” w Pustkowie pod Dębicą w Generalnym Gubernatorstwie była formowana jednostka wojskowa w sile batalionu złożona z Włochów lojalnych Niemcom. Formowano go z ochotników walczących dotychczas we włoskich formacjach na froncie wschodnim. Ze strony włoskiej werbunkiem i organizacją zajmował się mjr Guido Fortunato, b. oficer 6 pułku Bersaglieri, który walczył na froncie wschodnim w składzie 8 Armii. Większość ochotników pochodziła z 31 batalionu czołgów, Dywizji „Lombardia” i elitarnej Dywizji Alpejskiej „Julia”. Ostatecznie do lutego 1944 r. zwerbowano 20 oficerów oraz 571 podoficerów i szeregowców. Dowódcą Batalionu został Hauptmann der Schutzpolizei Friedrich Noweck. Batalion w Dębicy był szkolony według niemieckich regulaminów przez dwa miesiące. 29 lutego 1944 batalion SS „Dębica” przybył do Włoch i zakwaterowany został w koszarach kawalerii w Pinerolo. Dołączono go innych jednostek Waffen-SS formowanych na miejscu. Na początku marca Włosi otrzymali mundury niemieckich skoczków spadochronowych.

## Działania bojowe
Od 21 marca do maja batalion SS „Dębica” wraz z batalionem złożonym z Włochów batalionem SS „Vendetta” brał udział w operacji zwalczania partyzantki włoskiej działającej w okolicach doliny Pellice, w Civitavecchia na południowy zachód od Turynu. 12 kwietnia został włączony do niemieckiej Grupy Bojowej SS „Diebitsch”. W kwietniu i maju walczył z partyzantami w rejonie miejscowości Nocera Umbra, Assisi i San Severino Marche. W trakcie walk z partyzantami stracił około 50 żołnierzy. Wchodzący w skład tej samej grupy bojowej batalion SS „Vendetta” walczył ciężko z wojskami alianckimi na przyczółku pod Nettuno, gdzie poniósł ciężkie straty osobowe. Oba bataliony otrzymały nowe uzupełnienia w liczbie ok. 500 ludzi. Batalion SS „Dębica” od czerwca 1944 wszedł formalnie w skład Brygady Szturmowej Włoskiego Legionu SS (Sturmbrigade der italienische SS Freiwilligen Legion) stając się I batalionem 1 pułku piechoty.
Na początku czerwca podporządkowano ją niemieckiemu I Korpusowi Spadochronowemu. Nowym dowódcą batalionu został Waffen-Sturmbannführer Emilio Sassi. Batalion SS „Dębica” osłaniał tyły wojsk niemieckich na północ od Rzymu, pod Florencją i na „Linii Gotów”. Podczas walk na wybrzeżu Morza Tyrreńskiego poniósł dalsze straty. W połowie miesiąca odesłano go do Pinerolo na odpoczynek. W sierpniu 1944 roku resztki Batalionu liczące ok. 200 żołnierzy zostały podzielone na niewielkie grupy bojowe i wzięły udział w operacji antypartyzanckiej w dolinach Chisone i Susa. Od sierpnia do listopada 1944 batalion walczył z partyzantami w Piemoncie gdzie zginął dowódca batalionu Waffen-Sturmbannführer Emilio Sassi. Od grudnia 1944 batalion SS „Dębica” wraz z batalionem SS „Fabris” stacjonował w Aoście, gdzie osłaniał garnizon niemiecki przed działalnością partyzantów.
7 września batalion stał się częścią nowo formowanej Brygady Grenadierów Waffen-SS (italienische nr 1), Waffen-Grenadier Brigade der SS (italienische nr 1). Został przekształcony w 59 batalion fizylierów (Waffen-Fusilier Btl. der SS 59) nadal używający dodatkowo nazwy „Dębica”. Został zmotoryzowany i wyposażony we włoskie samochody, jako jednostka rozpoznawcza dywizji, jednocześnie jego stan uzupełniono do 500 żołnierzy. Pomimo że dawnych żołnierzy w batalionie było tylko 10% stanu jeszcze używał nazwy „Dębica” . Następnie od 10 lutego 1945 wraz z brygadą wszedł w skład formowanej 29 Dywizji Grenadierów Waffen-SS (italienische nr 1). Otrzymał zmianę przydziału i wszedł w skład 82 pułku grenadierów jako I batalion. Dodatkowo z batalionu wydzielono kadry do sformowania nowego batalionu fizylierów. 82 pułk grenadierów Waffen-SS wraz z innymi jednostkami wsparcia 29 Dywizji oraz dwoma batalionami milicji włoskiej faszystowskiej i dwoma batalionami wschodnimi (azerski i rosyjski) wszedł w skład grupy bojowej „Binz” Obersturmbannführera Franza Binza. I batalion 82 pułku grenadierów w składzie tej grupy zwalczał partyzantów w dolinie rzeki Adda od końca lutego do kwietnia 1945. 30 kwietnia 1945 ze względu na utrzymaną zwartość bojową i środki lokomocji udało mu się w większości przebić przez znaczne siły partyzantów do linii amerykańskich.
Nazwa „Dębica” utrzymała się nieformalnie wśród weteranów.

## Dowódcy batalionu
- mjr Guido Fortunato
- Hauptmann der Schutzpolizei Friedrich Noweck
- Waffen-Sturmbannführer Emilio Sassi
- Waffen-Hauptsturmführer Silvio Premuda[8]
- Waffen-Hauptsturmführer Roberto Cantarella[8]